# Schwarzbach (Königsfeld)
Schwarzbach ist ein Ortsteil der Gemeinde Königsfeld im sächsischen Landkreis Mittelsachsen. Die Gemeinde Schwarzbach mit ihren Ortsteilen Seupahn und Weiditz wurde am 1. Januar 1994 nach Königsfeld eingemeindet.

## Geografie

### Geografische Lage und Verkehr
Schwarzbach befindet sich nordöstlich des Hauptorts Königsfeld nördlich der Talsperre Königsfeld, östlich des Speichers Schwarzbach und westlich der Bundesstraße 107. Der durch den Ort fließende Schwarzbach mündet in die Zwickauer Mulde.

### Nachbarorte
| Leupahn    | Colditz                                     | Hohnbach                 |
| Leutenhain | Kompassrose, die auf Nachbargemeinden zeigt | Seupahn mit Kleinseupahn |
| Doberenz   | Weiditz                                     |                          |

## Geschichte

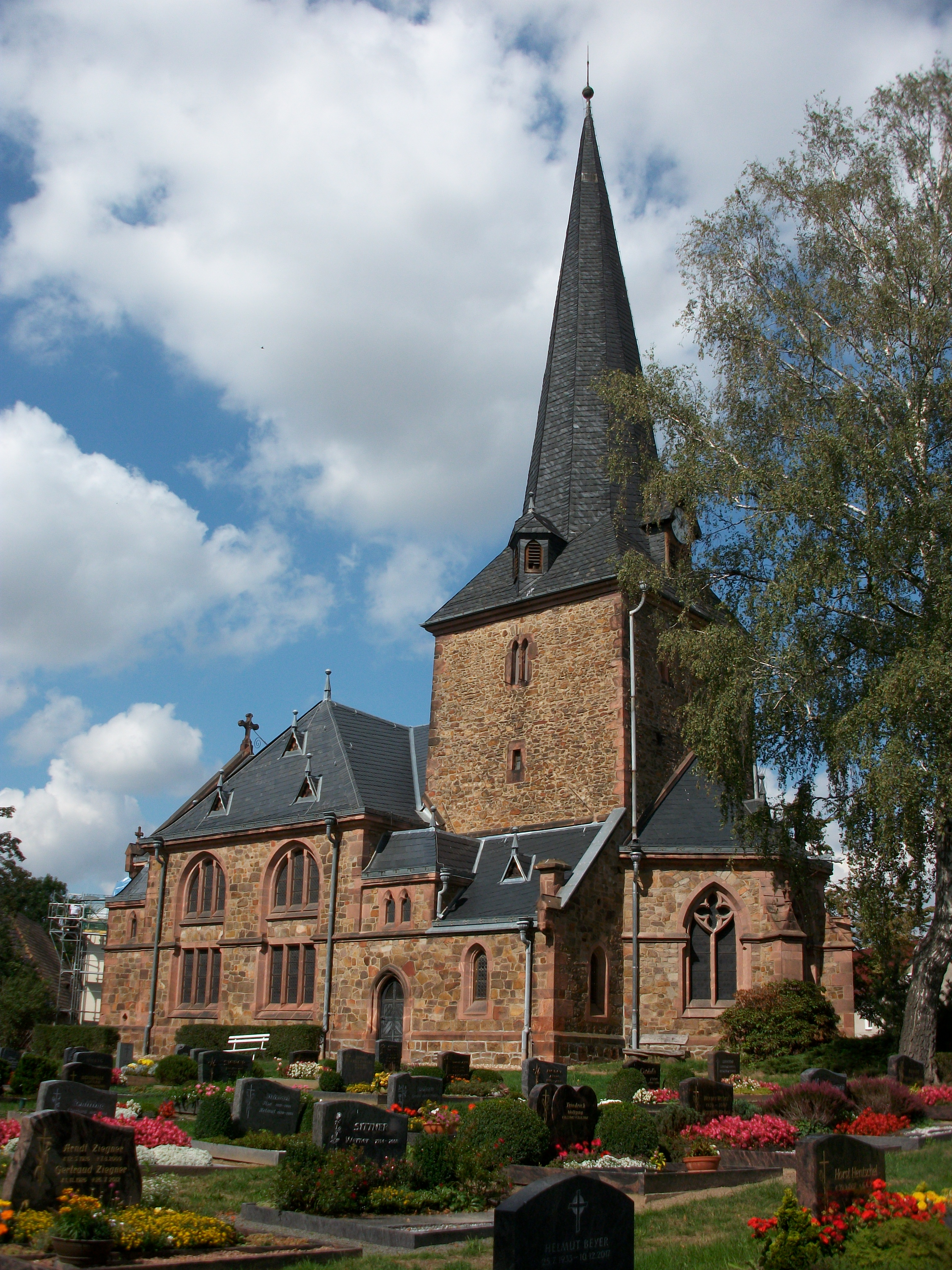
Kirche Schwarzbach

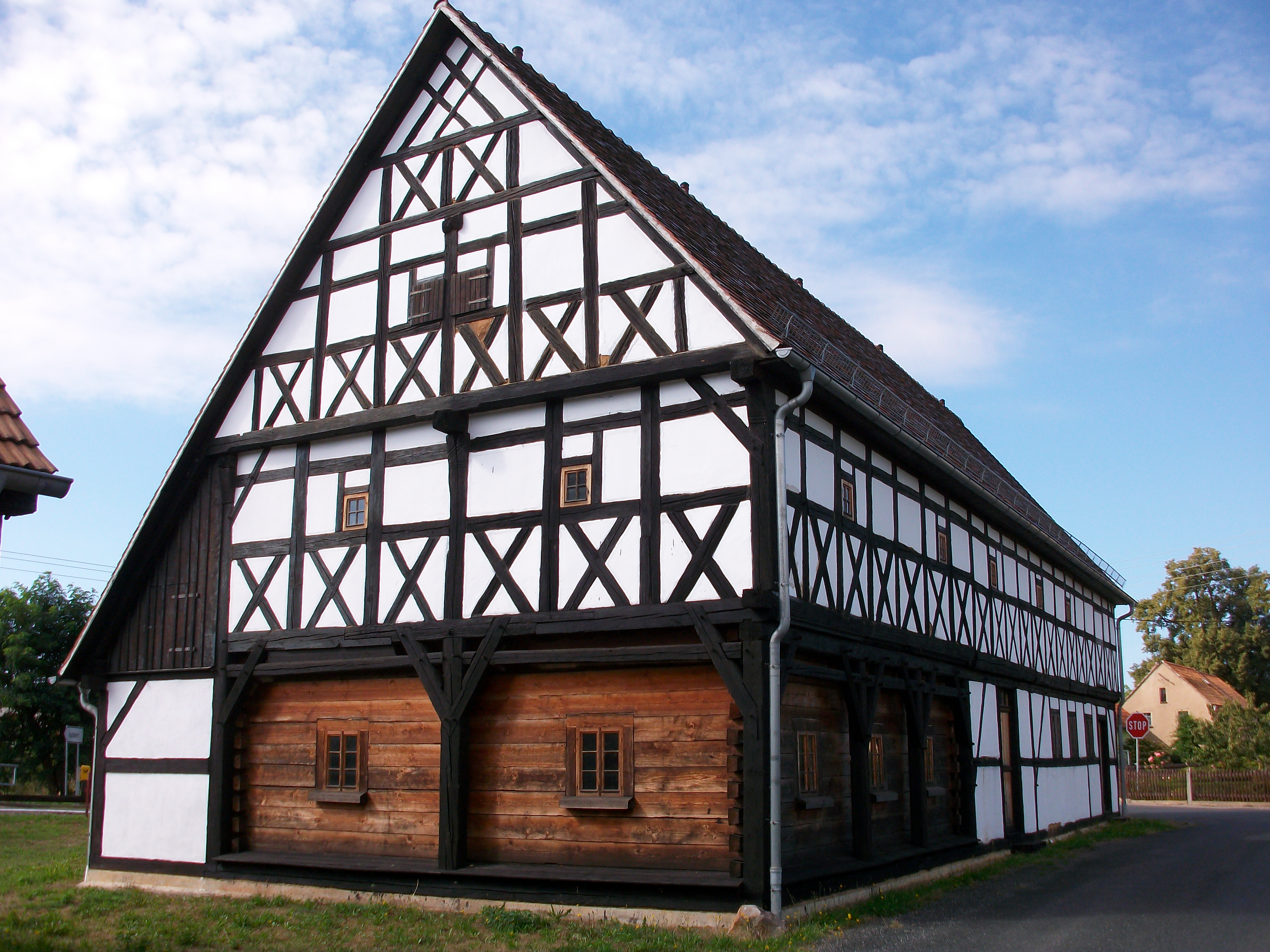
Transloziertes Poppitzer Wohnstallhaus im Museum Schwarzbach

Das Waldhufendorf Schwarzbach wurde im Jahr 1368 als Swarczenbach erwähnt. Bezüglich der Grundherrschaft unterstand der Ort als Amtsdorf bis 1856 anteilig den kursächsischen bzw. königlich-sächsischen Ämtern Rochlitz und Colditz. Die Kirche des Orts wurde zwischen dem 12. und dem 14. Jahrhundert erbaut. Bei den im 19. Jahrhundert im Königreich Sachsen durchgeführten Verwaltungsreformen wurden die Ämter aufgelöst. Dadurch kam Schwarzbach im Jahr 1856 unter die Verwaltung des Gerichtsamts Colditz und 1875 an die neu gegründete Amtshauptmannschaft Grimma.
Durch die zweite Kreisreform in der DDR im Jahr 1952 wurde die Gemeinde Schwarzbach dem Kreis Rochlitz im Bezirk Chemnitz (1953 in Bezirk Karl-Marx-Stadt umbenannt) angegliedert. Am 1. Januar 1952 erfolgte die Eingemeindung von Seupahn nach Schwarzbach. Weiditz folgte am 1. Juli 1965. Im Jahr 1990 kam die Gemeinde Schwarzbach zum sächsischen Landkreis Rochlitz, der 1994 im Landkreis Mittweida bzw. 2008 im Landkreis Mittelsachsen aufging. Durch die Eingemeindung von Schwarzbach nach Königsfeld wurden Schwarzbach, Seupahn und Weiditz am 1. Januar 1994 Ortsteile der Gemeinde Königsfeld.

## Sehenswürdigkeiten
- Kirche Schwarzbach
- Museum für Volksarchitektur und bäuerliche Kultur[7]